# Karl Goldmark

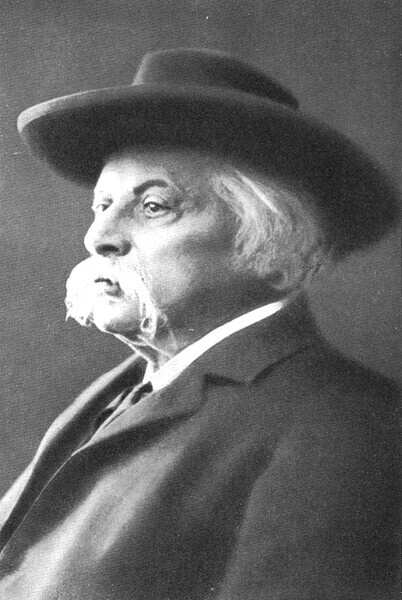
Karl Goldmark

Karl Goldmark, född 18 maj 1830 i Keszthely, Ungern (i dåvarande Österrike-Ungern), död 2 januari 1915 i Wien, Österrike, var en ungersk kompositör.
Goldmark var bosatt i Wien och blev berömd genom uvertyren till Sakuntala, symfonin Ländliche Hochzeit och operan Die Königin von Saba (1875), vilken senare med sin sinnligt glödande melodik och exotiskt färgstarka orkestrering blev ett omtyckt repertoarstycke. Goldmark har vidare komponerat operorna Das Heimchen am Herd, Götz von Berlichingen, Ein Wintermärchen, en symfoni i ess-dur, uvertyren Im Frühling, 2 violinkonserter, kammarmusik, sånger med mera. Han skrev även Erinnerungen aus meinem Leben 1910 (tryckt 1922).